# Lueng Kuli
Lueng Kuli is een bestuurslaag in het regentschap Bireuen van de provincie Atjeh, Indonesië. Lueng Kuli telt 607 inwoners (volkstelling 2010).